# Videoton
Videoton es una empresa húngara de propiedad privada, Contract Electronics Manufacturer (CEM), la más grande de servicios de producción electrónica independiente (EMS) en la región de Europa central y oriental, la trigésima en el mundo y situándose entre las diez mejores de la Unión Europea según el último ranking de MMI.
La compañía fue fundada en 1938 y, actualmente, Videoton es una empresa regional, integrada en la empresa Contract Manufacturing, siendo el cuarto proveedor europeo EMS más importante y el 26º más grande a nivel mundial.